# Літорал-Норті-Алагоану (мікрорегіон)

Літорал-Норті-Алагоану на карті штату Алагоас

Літорал-Норті-Алагоану (порт. Microrregião do Litoral Norte Alagoano) — мікрорегіон на північному узбережжі мезорегіону Схід штату Алагоас, що входить до бразильського штату Алагоас. Утворюється шляхом об'єднання п'яти  муіципалітетів, найбільш густонаселеним з яких є Марагожі.

## Склад мікрорегіону
До складу мікрорегіону включені наступні муніципалітети:
1. Жапаратінга
2. Марагожі
3. Пасу-ді-Камаражибі
4. Порту-ді-Педрас
5. Сан-Мігел-дус-Мілагріс

| Бразилія | Це незавершена стаття з географії Бразилії. Ви можете допомогти проєкту, виправивши або дописавши її. |